# Agencia de crédito a la exportación

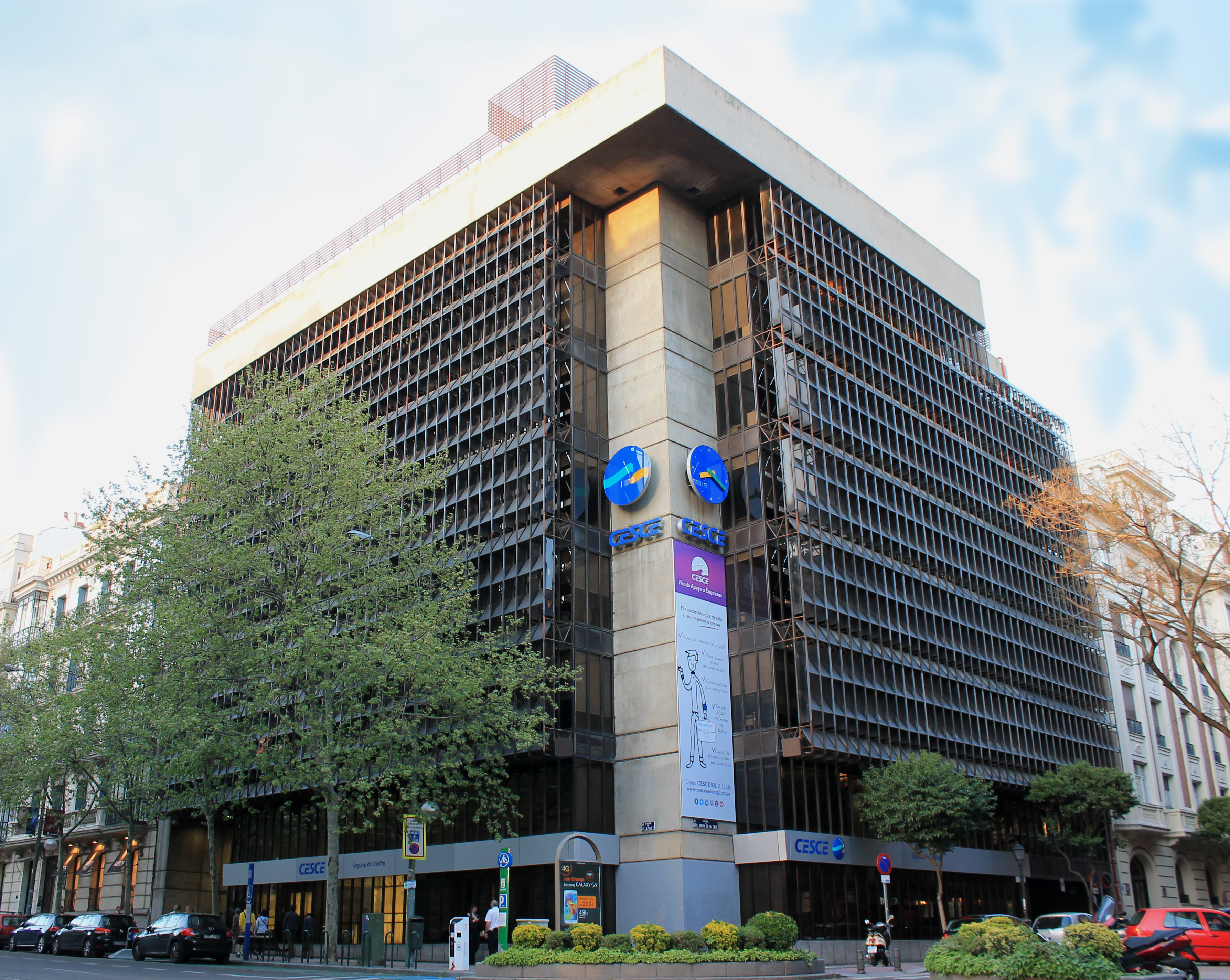
Sede de la CESCE (Madrid).

Una Agencia de Crédito a la Exportación (ECA, por sus siglas en inglés de Export Credit Agency) es una empresa aseguradora creada para fomentar el comercio internacional mediante préstamos financieros a los exportadores. Estos pueden ser en forma de créditos, seguros de crédito y garantías. El origen de las ECAs está en el apoyo a la exportación por cuenta del Estado, aunque en los últimos años se han ido transformando con la incorporación de capital privado en su accionariado y coberturas privadas en el corto plazo. 
El objetivo de estas agencias es el de estimular las economías de los países exportadores, ayudando a las empresas exportadoras a realizar negocios en el extranjero, pudiendo ser de carácter regional o internacional según el ámbito de aplicación.
En España, en 1970, se crea la Compañía Española de Seguros de Crédito a la Exportación, CESCE.